# Liste der Baudenkmale in Lamstedt
In der Liste der Baudenkmale in Lamstedt sind alle Baudenkmale der niedersächsischen Gemeinde Lamstedt im Landkreis Cuxhaven aufgelistet. Der Stand der Liste ist der 23. Dezember 2023. Die Quelle der Baudenkmale ist der niedersächsische Denkmalatlas.

## Lamstedt
| Lage                                                          | Bezeichnung                 | Beschreibung | ID       | Bild           |
| ------------------------------------------------------------- | --------------------------- | --- | -------- | -------------- |
| Alte Schulstraße 5 53° 38′ 9″ N, 9° 5′ 56″ O                  | Wohn-/ Wirtschaftsgebäude   | Backsteinbau von 1848 mit Krüppelwalmdach, bis um 1978 ehemaliges Pfarrhaus | 31272025 |                |
| Große Straße 53° 38′ 7″ N, 9° 5′ 48″ O                        | St. Bartholomäus            | Saalkirche aus Feldstein von um 1300, polygonaler Chor, 1983/84 Abbruch und Neuaufbau des zerstörten Mauerwerks, Turm von 1768 mit Kuppelhelm von 1820; Innen: Segmentbogentonne von 1768, Westempore und Westteil der Nordempore mit Gemälden um 1700, Nordempore 1768 ergänzt; Altarretabel (1747), Kanzel (2. Hälfte 17. Jh.)                                                                 | 31272043 | Weitere Bilder |
| Große Straße 53° 38′ 8″ N, 9° 5′ 47″ O                        | St. Bartholomäus (Kirchhof) | Von Bäumen umstandener Friedhof mit Grabstelen aus dem 17. und 18. Jh. | 31272003 |                |
| Große Straße 53° 38′ 7″ N, 9° 5′ 48″ O                        | Gefallenendenkmal           | Denkmal von um 1920 mit zweifach gestuftem Sockel, unten große Feldsteine, oben Natursteinplatten, darauf großer Findling, mit kupfernen Soldatenhelm-Relief, darunter Inschrift: „Den im Weltkriege 1914-18 gefallenenen Vätern und Söhnen der Gemeinde Lamstedt errichtet.“ Tafeln mit Namen der Gefallenen im oberen Sockel, seitlich zwei weitere Findlinge mit eingraviertem Eisernen Kreuz | 31272067 |                |
| Große Straße 53° 38′ 7″ N, 9° 5′ 47″ O                        | Einfriedung                 | Umlaufende geböschte Feldsteinmauer zur Terrassierung und Einfriedung des Friedhofes. | 31272087 |                |
| (Haneworth) Haneworth 1 53° 38′ 25″ N, 9° 3′ 18″ O            | Gutshaus                    | Fachwerkbau von 1914 in Fachwerk, heute teilweise überformt | 31272537 | BW             |
| (Haneworth) Haneworth 1 53° 38′ 25″ N, 9° 3′ 25″ O            | Park                        | Gutsparv von 1914–18 als parkartiger Garten mit Lindenbäumen alleeartig bepflanzten Zufahrt umgeben von einem zwei Meter hohen Erdwallund einem privaten Rosengarten | 31272562 | BW             |
| (Hackemühlen) Hauptstraße 21 53° 38′ 53″ N, 9° 8′ 5″ O        | Wohn-/ Wirtschaftsgebäude   | Großes Hallenhaus im Kern von 1784 in Fachwerk; im 19. Jh. überformt und vergrößert | 31272109 | BW             |
| (Seth) Heuweg / an der Oste 53° 36′ 52″ N, 9° 10′ 27″ O       | Schöpfwerk                  | Eingeschossiger schlichter Backsteinbau, unter ziegelgedecktem Walmdach. Erbaut 1931 (i) am Sether Kanal, am Mündungspunkt in die Oste. | 31272386 | BW             |
| Hinter den Höfen 11 53° 38′ 10″ N, 9° 5′ 42″ O                | Bördemuseum                 | Fachwerkbau von 1848 mit reetgedecktem Krüppelwalmdach mit Uhlenloch, 1964 an den heutigen Standort versetzt und als Museum genutzt, Dielentor von 1780. | 31272150 | Weitere Bilder |
| (Hackemühlen) Im Iserbrock 3 53° 39′ 9″ N, 9° 6′ 36″ O        | Scheune                     | Ruinöser Wandständerbau von 1804 mit reetgedecktem Walmdach | 31272171 | BW             |
| (Kleinmühlen) Kleinmühlen 11 53° 37′ 40″ N, 9° 6′ 59″ O       | Wohn-/ Wirtschaftsgebäude   | Fachwerkbauvon um 1820, später Wohnteil massiv in Backstein erneuert | 31272236 | BW             |
| (Wohlenbecker Moor) Ortsstraße 28 53° 40′ 9″ N, 9° 9′ 18″ O   | Wohn-/ Wirtschaftsgebäude   | Fachwerkbau mit reetgedecktem Satteldach. Errichtet 1848 (i), Wohnteil 1900 erweitert. | 31272256 | BW             |
| (Wohlenbecker Moor) Ortsstraße 28 53° 40′ 9″ N, 9° 9′ 17″ O   | Scheune                     | Fachwerkbau mit reetgedecktem Satteldach. Errichtet 1920 (i) aus älteren Hölzern. | 31272300 | BW             |
| (Ihlbeck) Peter-Springer-Straße 15 53° 38′ 30″ N, 9° 9′ 47″ O | Wohn-/ Wirtschaftsgebäude   | Fachwerkba von um 1880 mit gleichmäßigem Fachwerkgerüst | 31272343 | BW             |
| (Ihlbeck) Peter-Springer-Straße 23 53° 38′ 36″ N, 9° 9′ 59″ O | Wohn-/ Wirtschaftsgebäude   | Fachwerkbau von 1854 mit reetgedecktem Dach | 31272364 | BW             |
| (Seth) Seth 2 53° 37′ 26″ N, 9° 8′ 51″ O                      | Wohn-/ Wirtschaftsgebäude   | Fachwerkbau von 1861 (i) | 31272386 | BW             |
| (Seth) Seth 2 53° 37′ 27″ N, 9° 8′ 49″ O                      | Scheune                     | Bau aus der zweiten Hälfte 19. Jh. in Fachwerk, um 1930 nach Süden in Backstein erweitert | 31272409 | BW             |
| (Seth) Seth 2 53° 37′ 27″ N, 9° 8′ 52″ O                      | Stall                       | Zweigeschossiger Bau von 1905/06, EG in Backstein, im OG senkrecht verbretterter Gefügebau E | 31272431 | BW             |
| (Seth) Seth 2b 53° 37′ 28″ N, 9° 8′ 53″ O                     | Wohnhaus                    | Abseitiges Fachwerkhaus von 1934 (i). | 31272453 | BW             |